# Volcán de Conchagua
El volcán de Conchagua está ubicado en el municipio homónimo, y en el extremo oeste del golfo de Fonseca,  en el departamento de La Unión, El Salvador. Tiene dos prominencias: El cerro Ocotal, con una altitud de 1225 m s. n. m., y el cerro Banderas, con 1156 m s. n. m. No existe registro de actividad eruptiva.

## Etimología
Su nombre en idioma lenca significa “valle estrecho”. Pero según otras versiones, su nombre viene de la deformación del nombre de una heroína local llamada Comizahual, que significa “el tigre que vuela”.